# 谷川じゅんじ
谷川 じゅんじ（たにがわ じゅんじ、1965年 - ）は、日本の空間クリエイター、体験デザイナー、ブランディングディレクター。
また、Visioneer、Frame Maker、Space Composerである。
JTQ株式会社代表。空間をメディアとしたコミュニケーションを専門とし、多岐にわたるイベント演出、商業施設、都市開発、文化事業のプロデュースを手がけている。

## 経歴
1965年千葉県生まれ。2002年に空間クリエイティブカンパニー「JTQ株式会社」を設立。「空間をメディアにしたメッセージの伝達」をテーマに掲げ、企業や行政と協働し、体験価値創出型のプロジェクトを多数実施している。
独自の空間開発メソッド「スペースコンポーズ」を活用し、環境と状況を統合した体験設計による「場の記憶」の創出を目指している。各地のスマートシティ構想や地域活性化事業においても、コンセプト設計や空間演出、都市ブランディングに関与している。

## デザインについて
五感に訴える「体験のプロトタイピング」を重視し、社会や文化との関係性に根差したストーリー性を備えている。都市や空間の潜在的な意味を再構築し、持続可能かつ共感性の高い場のあり方を提案するのが特徴である。

## 所属・役職
- デジタルハリウッド大学大学院 特任教授
- めぶくグラウンド株式会社 取締役・Chief Creative Officer
- 一般社団法人Media Ambition Tokyo 代表理事
- 一般社団法人AiCTコンソーシアム 顧問
- 一般財団法人カルチャー・ヴィジョン・ジャパン アドバイザー
- 一般社団法人dialogue 副代表理事
- 福島県会津若松市 スーパーシティ構想 アドバイザー
- 群馬県前橋市 スマートシティアーキテクト・中心地区クリエイティブシティ推進協議会アドバイザー
- 福井県敦賀市・永平寺 地域創生アドバイザー
- 経済産業省・文化庁・外務省等 各種委員・アドバイザー歴任

## 主なプロジェクト
出典: 

### 2004年
- NIKE「WHITE DUNK」（東京・青山） - 巨大なNIKEの靴箱を模した外観と、白を基調としたミニマルな内装のアート展。

### 2006–2010年
- 表参道ヒルズ 空間演出（東京） - 映像・音響・照明を統合した有機的情報発信空間。

### 2007年
- TOKYO DESIGN PREMIO（ミラノ） - 東京をモチーフに、創造的な日本のものづくりを展示。
- JAPAN BRAND EXHIBITION（東京） - 中小企業の価値と技術を空間展示として表現。

### 2008年
- Kansei – Japan Design Exhibition（パリ・ルーブル装飾美術館） - 「感性」をテーマとした空間インスタレーション。

### 2010年
- 薬師寺ひかり絵巻（奈良・薬師寺） - プラネタリウム技術と立体音響を用いたインスタレーション。

### 2011年
- YOHJI YAMAMOTO展「Dialogue 対話」（西武渋谷） - 山本耀司の哲学と美学を空間で表現。
- OPENharvest - 食とアートを通じた地域交流プロジェクト。JTQは空間構成を担当。

### 2012年
- LEXUS Spindle Night「SPECIAL PIT PARTY」（東京・青海） - レクサスLFAのブランド体験イベント。

### 2013年
- UT POP-UP！TYO（渋谷駅跡地） - 約13,000枚のTシャツを展示したポップアップストア。
- MARC JACOBS ICONIC SHOWPIECES EXHIBITION（東京・青山） - ブランドの世界観を体験できる展覧会。

### 2015年
- LEXUS RX AMAZING NIGHT（渋谷） - CM世界観を空間化したブランドイベント。

### 2016年
- 玉川堂200年展「打つ。時を打つ。」（表参道GYRE） - 伝統工芸を現代的に再構成した展覧会。

### 2017年
- 銀座 蔦屋書店「Sensible Garden 感覚の庭」（GINZA SIX） - アーティストと共創する初期イベント演出。

### 2018年
- LEXUS MEETS…HIBIYA（日比谷） - 体験型のブランド発信施設を設計。

### 2019年
- Bocuse d’Or Team Japan デザインプロデュース（リヨン） - 日本代表チームのカトラリーデザインを手がける。
- GYRE GALLERY（表参道） - 商業施設内のギャラリー機能をアート発信拠点として再構築。

### 2020年
- 文化庁「日本の音と声と舞」（東京国立博物館） - 東京オリンピックに向けた文化プログラムで空間演出を担当。

### 2021年
- ないじぇる芸術共創ラボ展「時の束を披く」（立川） - 古典籍の魅力を体験化した展覧会。

### 2022年
- meme nippon project「薬師寺ひかり響夜」（奈良） - 歌舞伎と灯りの祈りの空間を創出。

### 2023年
- まえばしガレリア（前橋） - 再開発プロジェクトのコンセプト設計とネーミングを担当。